# Ağrı
Ağrı, antiga Karaköse o Karakilise (en kurd: Agirî) és una ciutat de Turquia, capital de la província d'Agri a l'est del país, prop de la frontera amb Iran. És a uns 90 km al nord del mont Ararat. El 1945 tenia 8.605 habitants. La ciutat s'anomenava Kara Kilise durant l'Imperi; sota la república es va passar a dir Karaköse. Finalment el nom fou canviat a Ağrı. El 1927 formà part de la república kurda d'Ararat proclamada per Ihsan Nuri Pasha que va durar fins al 1930, però no en fou la capital.